# 아치 윌리엄스
아치볼드 "아치" 프랭클린 윌리엄스(Archibald "Archie" Franklin Williams, 1915년 5월 1일 ~ 1993년 6월 24일)는 미국의 육상 선수이자, 1936년 베를린 올림픽 400m 금메달리스트였다.
캘리포니아주 오클랜드에서 태어나 유니버시티 고등학교에서 수학하였다. 산마테오 단과 대학에 들어갔으나, 후에 캘리포니아 대학교 버클리로 옮겨 기계 공학을 전공하고 계속 육상 선수로 활약하였다.
1936년까지 440 야드에서 49초를 깬 적이 없던 윌리엄스는 1936년 동안에 자신의 시간을 계속 낮추어 NCAA 선수권 대회에서 절정에 도달하여 400m 세계 기록 46.1초를 세웠다. 그의 시간은 예비적으로 세워졌고, 결승전에서 47.0초로 이겼다. 올림픽 선발 시합에서 1위로 오고, 올림픽에 나가 400m 금메달을 획득하였다.
기계 공학 학위와 함께 대학을 졸업하고, 오클랜드에서 민간 비행기 조종사 훈련 클래스에 들어갔다. 개인적 조종사 면허를 따고 강사 평점을 받아 터스키기에서 조종사 강사가 되었다. 1942년 후순에 공군 복무에 들어갔으며, 제2차 세계대전 중에 비행 기상 사관생도 프로그램에서 권한을 받은 14명의 아프리카계 미국인들 중의 하나였다.
1964년 공군 중령으로 제대하고, 캘리포니아 주의 고등학교들에서 수학과 컴퓨터를 강의하였다. 샌앤셀모의 프랜시스 드레이크 경 고등학교에서 21년간 교사를 지냈다.
78세의 나이로 페어팩스에서 사망하였다.